# Austrarchaea nodosa
Austrarchaea nodosa es una especie de arácnido perteneciente al género Austrarchaea, dentro de la familia Archaeidae, del orden de las arañas.

## Distribución
La especie se distribuye por Australia (Queensland, Nueva Gales del Sur).

## Taxonomía
Fue descrita científicamente por Raymond Robert Forster en 1956. La descripción original fue publicada en A new spider of the genus Archaea from Australia. Memoirs of the Queensland Museum, número 13, entre las páginas 151 y 154.